# Aeroportul Dimbokro
Aeroportul Dimbokro (IATA: DIM, ICAO: DIDK) este un aeroport din Coasta de Fildeș ce deservește zona Dimbokro. A fost numit după zona deservită.
Situat la o altitudine de 92 m, aeroportul dispune de o singură pistă.